# Gustav Stemann
Carl Gustav Vilhelm Heinrich Stemann, född den 15 september 1845 i Ærøskøbing, död den 27 december 1929 i Haderslev, var en dansk ämbetsman och historiker.
Stemann blev cand. jur. 1872 och efter anställning i inrikesministeriet borgmästare i Randers 1885. Han blev stiftamtmand i Ribe 1899, en post från vilken han avgick 1921. Utöver att vara en erkänt duglig och representativ ämbetsman var Stemann grundare av det första historiska amtssamfundet (för Ribe amt) och ägnade sig åt vetenskapligt historiskt arbete genom att skriva avhandlingar om Randers och Ribes historia och särskilt genom att tillsammans med Dr. phil. Johannes Lindbæk utge verket De danske Helligaandsklostre (1906).

## Utmärkelser
- Dannebrogsmännens hederstecken,  1894[1]
- Kommendör av första graden av Dannebrogorden,  1920[1]

[Redigera Wikidata]